# 高定 (唐朝)
高定（？—？），小字董二，唐朝学者。高郢的儿子。先祖为渤海郡蓨县人，徙卫州。

## 生平
高定幼年聪警绝伦，七岁时，读《尚书》，到《汤誓》，问高郢：“奈何以臣伐君？”高郢说：“应天顺人，不为非道。”他又问：“服从命令就在祖庙受赏，不服命令就在社坛受戮，是顺人乎？”高郢不能回答。人们以他早慧，多以小字董二称呼他。长大后，精通王氏《易》，作《易图》，合入出以画八卦，上圆下方，合则重，转则演，七转而六十四卦，六甲、八节俱备。官至京兆府参军。著有《易外传》二十二卷。